# Los tres mosqueteros (película de 2011)
Los tres mosqueteros (en inglés, The Three Musketeers) es una película basada en la novela homónima escrita por Alexandre Dumas. La fecha de estreno de la película fue el 14 de octubre de 2011. Fue filmada en 3D. Tiene muchas diferencias con la novela de Dumas, principalmente en el desarrollo de la trama y en la interrelación de los personajes.

## Trama
Francia, siglo XVII. Athos, Porthos y Aramis son tres prodigiosos espadachines que pertenecen al cuerpo de mosqueteros del rey Luis XIII de Francia. A París llega un joven y valeroso gascón que ingresa en la guardia del Rey para hacerse mosquetero. Los cuatro tendrán que hacer frente a una maquiavélica conspiración urdida por el cardenal Richelieu para derrocar al rey. 
Es una adaptación, bastante libre en tono de comedia y aventuras, de la novela homónima de Alejandro Dumas.

## Reparto
- Logan Lerman como D'Artagnan.[3]
- Matthew Macfadyen como Athos.[3]
- Ray Stevenson como Porthos.[3]
- Luke Evans como Aramis.[3]
- Milla Jovovich como Milady de Winter.[3]
- Christoph Waltz como Cardenal Richelieu.[3]
- Orlando Bloom como Duque de Buckingham.[3]
- Mads Mikkelsen como Rochefort.[3]
- Juno Temple como Reina Ana.[3]
- Freddie Fox como Rey Luis XIII.
- Gabriella Wilde como Constance Bonacieux.
- James Corden como Planchet.